# Isabelle Moreau
Isabelle Moreau, née le 14 mai 1977 à Montmorillon (Vienne), est une journaliste française. Depuis le 1er septembre 2018, elle présente L'Info du vrai sur Canal+.

## Biographie
Après une hypokhâgne et une khâgne au lycée Camille-Jullian (Bordeaux), Isabelle Moreau obtient un DESS de journalisme bilingue à la Sorbonne-Nouvelle.
Elle commence sa carrière sur L'Équipe TV en tant que présentatrice des nouvelles. Elle collabore notamment avec Pierre Ménès qu'elle retrouvera dans le Canal Football Club. 
À la rentrée 2004, elle passe sur la chaîne concurrente, InfoSport où elle présente la principale tranche d'info, L'édition du soir, avec Olivier Tallaron (qui présente le journal des clubs). 
En 2005, elle arrive sur Canal+. Elle présente les nouvelles dans Jour de Sport sur Canal+ Sport puis  intègre L'Équipe du dimanche avec Hervé Mathoux et anime les dimanches après-midi le 11 d'Europe sur Canal+ Sport (réservés le plus souvent au football européen) . 
En 2007, elle coprésente l'émission Fabulous Sport avec Darren Tulett sur Canal+ Sport .
En août 2008, elle présente avec Hervé Mathoux Beijing Soir, un long résumé de la journée aux Jeux olympiques de Pékin à 19 h 20, en clair. C'est cette émission qui la révèle au grand public. 
Peu après Beijing Soir, elle est finalement choisie à la coprésentation du Canal Football Club, le magazine en clair de la Ligue 1 le dimanche soir avec Hervé Mathoux. Nathalie Iannetta, qui devait initialement assurer cette coprésentation, remplace Hervé Mathoux à L'Équipe du dimanche
Durant la Coupe du monde de football 2010, elle participe chaque soir sur Canal+ avec Hervé Mathoux et Pierre Ménès au Canal Football Club spécial Coupe du monde. 
Durant l'été 2011, elle rejoint la rédaction de la chaîne d'information en continu i>Télé : elle présente avec Olivier Galzi les soirées du week-end de 18 h à minuit. À partir de la rentrée 2012, Isabelle Moreau présente les journaux de la matinale du week-end Info matin de 7 h à 10 h, avec Florent Peiffer.
Dès août 2014, elle reprend la tranche 5 h-7 h et présente avec Pascal Humeau Dès 5 h l'info qui se lève tôt. En août 2015, c'est avec Laurent Bazin qu'elle présente cette pré-matinale.
De 2016 à 2018, elle présente seule les journaux de CNews de 14 h à 17 h du lundi au vendredi .
De septembre 2018 à juin 2021, elle présente L'Info du vrai sur Canal+, de 19 h 55 à 20 h 55.
À partir du 2 octobre 2021, elle retourne sur CNews en remplaçant Thomas Lequertier à la présentation de La Matinale Week-end, également retransmise sur Europe 1.
À partir de septembre 2022, elle est remplacée à la tête de la Matinale Weekend de CNews par Anthony Favalli. En janvier 2023, elle remplace pendant quelques jours Caroline Delage à la présentation du JT de William à midi !.
Début octobre 2023, elle annonce sur ses réseaux sociaux qu'elle quitte le groupe Canal Plus, où elle a passé 18 ans à exercer.